# Shoreline Mafia
Shoreline Mafia è un gruppo musicale statunitense, nato a Los Angeles, California e attivo dal 2016.

## Storia
Il collettivo nasce inizialmente nella semplice forma di crew, su iniziativa di Ohgeesy (pseudonimo di Alejandro Carranza) e Fenix Flexin (Fenix Rypinski), conosciutisi nel 2012 attraverso la loro comune passione per il graffitismo: ai due si sono successivamente uniti Rob Vicious (Robert Magee) e Master Kato (Malik Carson).
Nel novembre 2017, la Shoreline Mafia rilascia il mixtape indipendente ShorelineDoThatShit, comprensivo di quattordici tracce, ben recepito dalla critica. Ben presto, tuttavia, il gruppo deve affrontare il produttore RonRon, autore di un beat adoperato dalla stessa Shoreline Mafia per il brano Musty senza l'autorizzazione di RonRon: tra le due parti, tuttavia, si forma una solida alchimia che li porta a collaborare anche in progetti futuri. A fine anno, il collettivo prende parte al Rolling Loud Festival a San Bernardino, California, quindi avvia un tour di dieci tappe, Off The Xtras Tour, tra Stati Uniti e Canada.
Nel maggio 2018, la Shoreline Mafia sigla un contratto discografico con la Atlantic Records, che promuove il collettivo attraverso una riedizione di ShorelineDoThatShit, il rilascio del videoclip ufficiale di Musty (singolo certificato nel frattempo disco d'oro dalla RIAA) e l'avvio di un nuovo tour nazionale, Still OTX Tour, che culmina con la partecipazione al Billboard Hot 100 Festival a New York. Nel giugno 2018 viene rilasciato Shoreline Mafia Presents Rob Vicious: Traplantic, realizzato di fatto da Rob Vicious con la collaborazione degli altri componenti del collettivo: il mixtape viene anticipato dal singolo Bands, certificato poi come disco di platino. A fine agosto 2018 viene pubblicato l'EP Party Pack, cui fanno seguito il mixtape OTXmas, rilasciato all'inizio di dicembre 2018, e Party Pack, Vol. 2, pubblicato invece ad inizio settembre 2019.
Il 7 aprile 2020, Fenix Flexin annuncia attraverso Twitter che abbandonerà la Shorelina Mafia dopo la pubblicazione del loro quarto progetto.
Nel 2024, Fenix Flexin e Ohgeesy annunciano il ritorno del gruppo come un duo attraverso i loro profili social e pubblicano la traccia Heat stick.

## Formazione
Attuale
- Ohgeesy  – voce (2016-presente)
- Fenix Flexin  – voce (2016-presente)

Ex componenti
- Rob Vicious  – voce (2016-2020)
- Master Kato – voce (2016-2020)

## Discografia

### Album in studio
- 2020 – Mafia Bidness
- 2025 – Back in Bidness

### EP
- 2018 – Party Pack
- 2019 – Party Pack, Vol. 2

### Mixtape
- 2017 – ShorelineDoThatShit
- 2018 – Shoreline Mafia Presents Rob Vicious: Traplantic
- 2018 – OTXmas

### Singoli
- 2018 – Musty
- 2018 – Heavy
- 2018 – Bands (Rob Vicious feat. Ohgeesy, Fenix Flexin & Master Kato)
- 2018 – Netflix & Chill
- 2019 – Mad
- 2019 – Nun Major
- 2019 – Breakdown (feat. Mac P Dawg)
- 2019 – Vicious
- 2020 – Gangstas & Sippas (feat. Q Da Fool)
- 2024 – Heat Stick